# Пйотр Бечала
Пйотр Беча́ла (пол. Piotr Beczała; 28 грудня 1966, Чеховіце-Дзедзіце, Польща) — польський оперний співак, ліричний тенор.

## Біографія
Закінчив Академію музики в Катовицях у класі професора Яна Балларіна. Серед його вчителів були Павло Лисиціан, Сена Юринац і Єва Благова. Після навчання вирушив до австрійського Лінца, де на сцені театру Landestheater робив свої перші кроки на професійній оперній сцені і відточував свою вокальну техніку. Від 1997 року пов'язаний з Цюріхською оперою, де тепер мешкає.
Виступав зокрема в Метрополітен-опера (дебют в опері Джузеппе Верді Ріголетто 19 грудня 2006), Ковент-Гардені, Опері Сан-Франциско, в Гамбурзі, Берліні, Франкфурті-на-Майні, Мюнхені і міланській Ла Скала (зокрема в ролі Альфреда в опері Верді Травіата на відкритті сезону 2013/2014).
Виступав на сценах Амстердама, Брюсселя, Відня, Женеви, Болоньї і Афін, а також на фестивалях у Зальцбурзі, Граці, Люцерні і Монпельє.
Пйотр Бечала виступає в багатьох оперних партіях, зокрема: Альфред Жермон (Травіата), Герцог Мантуанський (Ріголетто), Рудольф («Богема»), Вертер (Вертер), Лєнський (Євгеній Онєгін), Водемон (Іоланта), Дженік (Продана наречена), Пастир (Король Роджер), Таміно (Чарівна флейта), Бельмонт (Викрадення із сералю), Дон Оттавіо (Дон Жуан), Оромбелло (Беатріче ді Тенда), італійський співак (Кавалер троянди), Камілл де Россильон (Весела вдова).
Виступав на багатьох уславлених концертних сценах: Берлінському Концертгаусі, Мюнхенській філармонії, Herkulessaal у Мюнхені, Musikverein у Відні, Tonhalle в Цюриху, Консертгебау в Амстердамі, Консерваторії ім. Чайковського в Москві та Северенс-холлі в Клівленді.

## Виноски
1. ↑  Deutsche Nationalbibliothek Record #132356120 // Gemeinsame Normdatei — 2012—2016.
2. ↑  Artykuł "Piotr Beczała, tenor pilnie poszukiwany", naszdziennik.pl, 6 marca 2009. Архів оригіналу за 14 липня 2014. Процитовано 9 липня 2014.